# تپه چهار پشته
تپه چهار پشته مربوط به دوران اسلامی، قرون ۶ ـ ۵ ه.ق است و در شهرستان دهلران، بخش موسیان، ۴ کیلومتری جنوب شرقی شهر موسیان واقع شده و این اثر در تاریخ ۳۰ دی ۱۳۸۵ با شمارهٔ ثبت ۱۶۹۲۲ به عنوان یکی از آثار ملی ایران به ثبت رسیده است.